# Katharinen-Passage

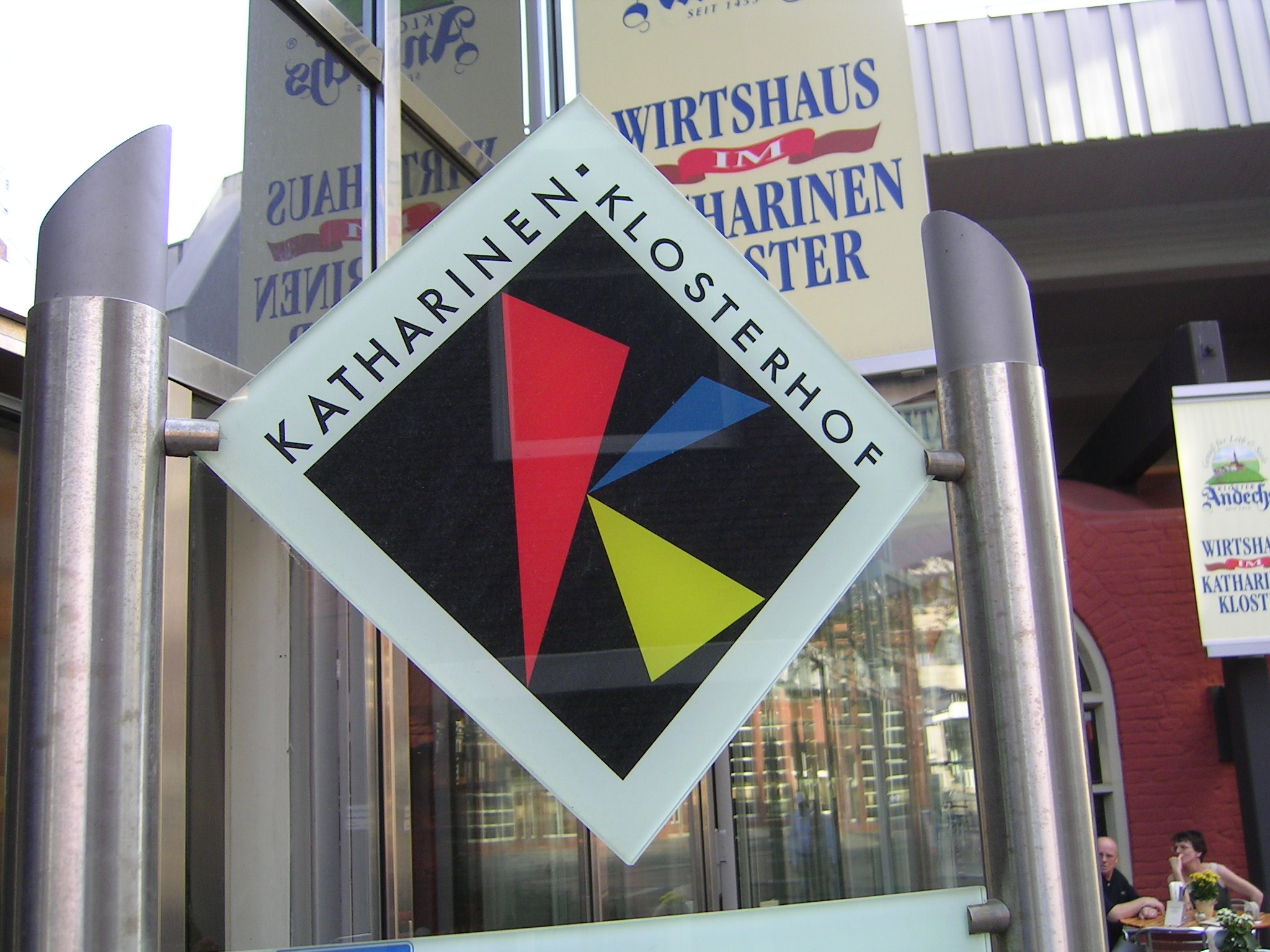
Katharinen-Klosterhof

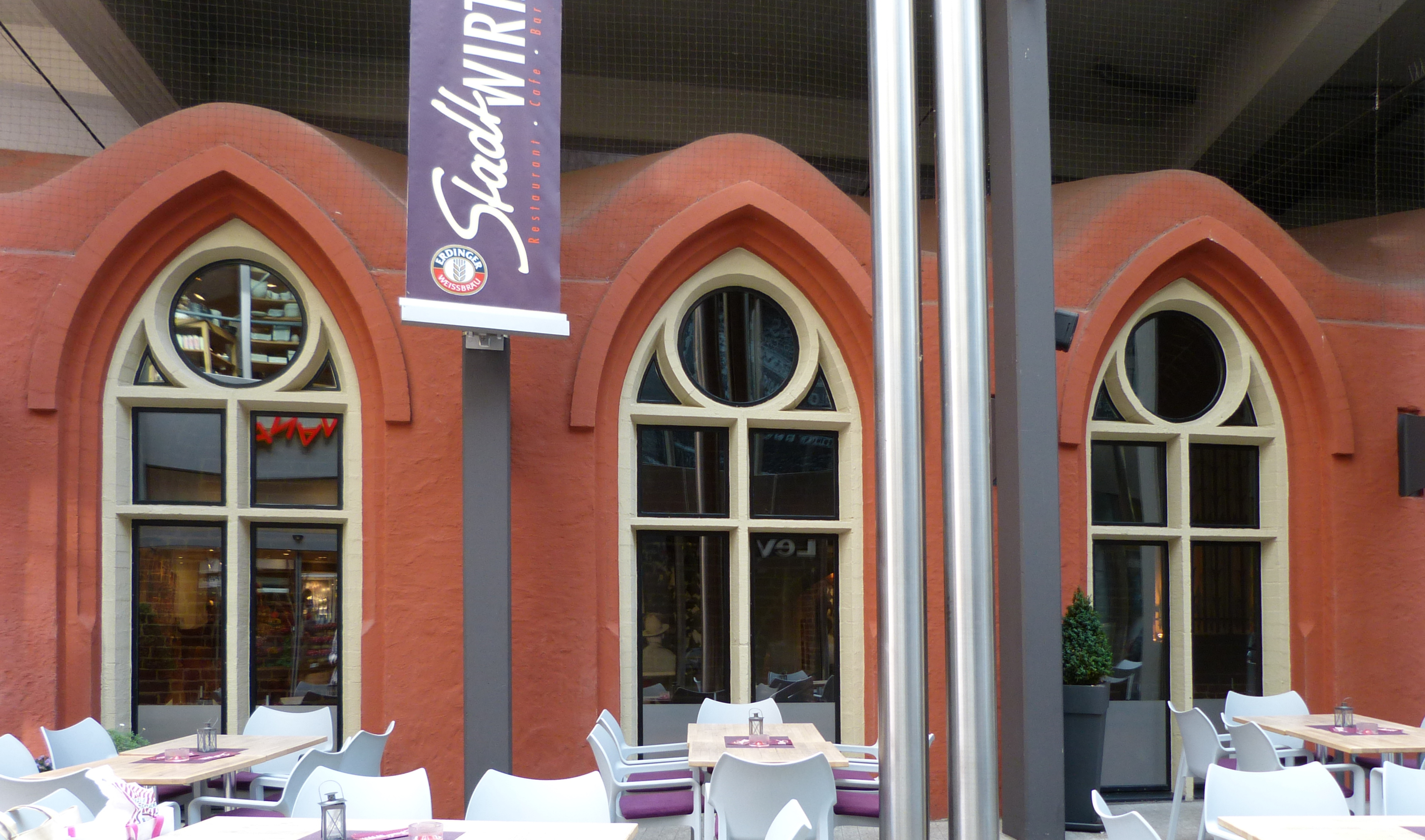
Refektorium

Die Katharinen-Passage in Bremen-Mitte ist eine Einkaufspassage aus dem 20. Jahrhundert und eine kurze Straße als Teil der Fußgängerzone in der Altstadt. Sie führt von der Domshof-Passage am Domshof und der Katharinenstraße westlich zur Sögestraße.

## Geschichte

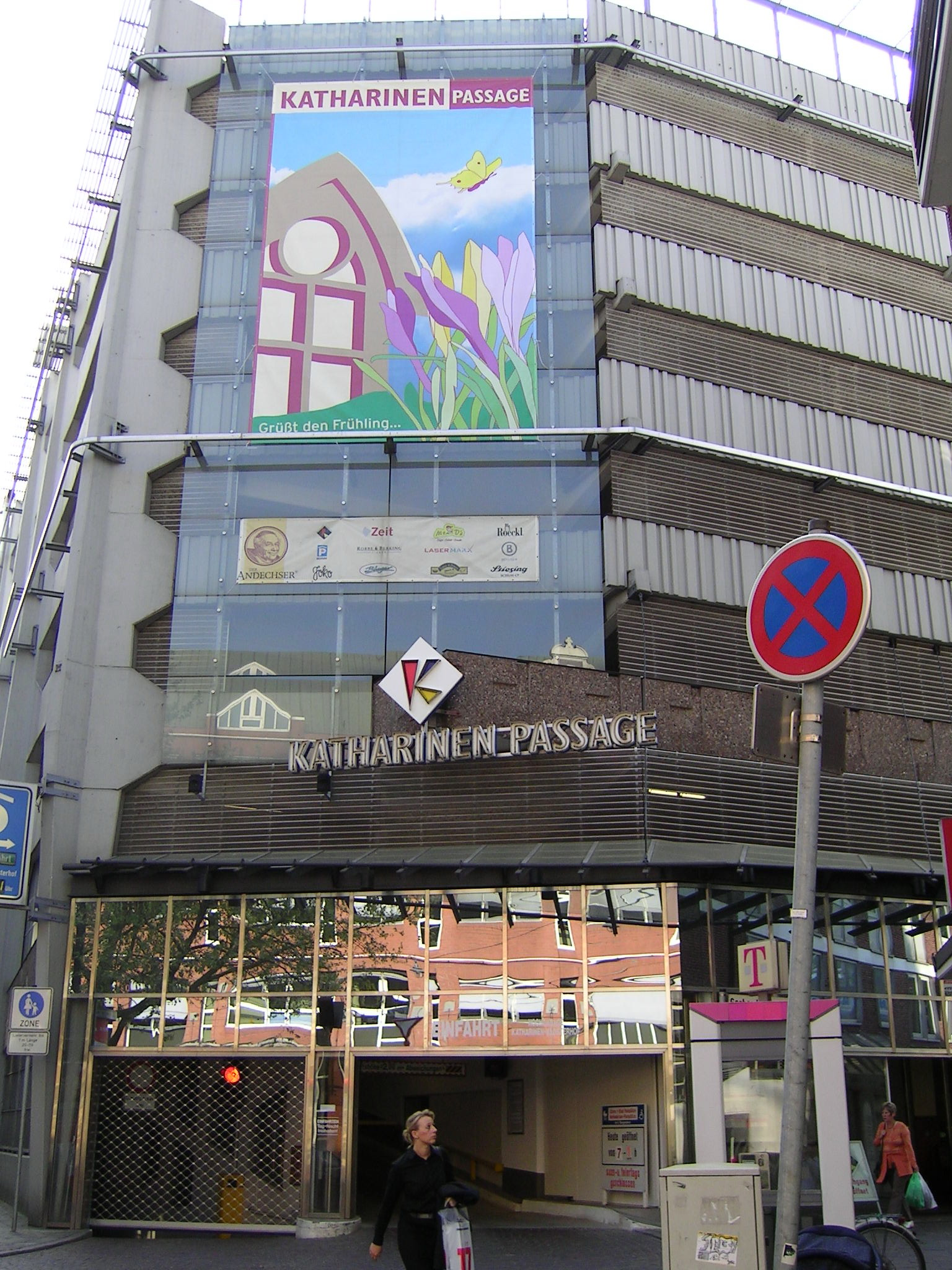
Katharinen-Passage

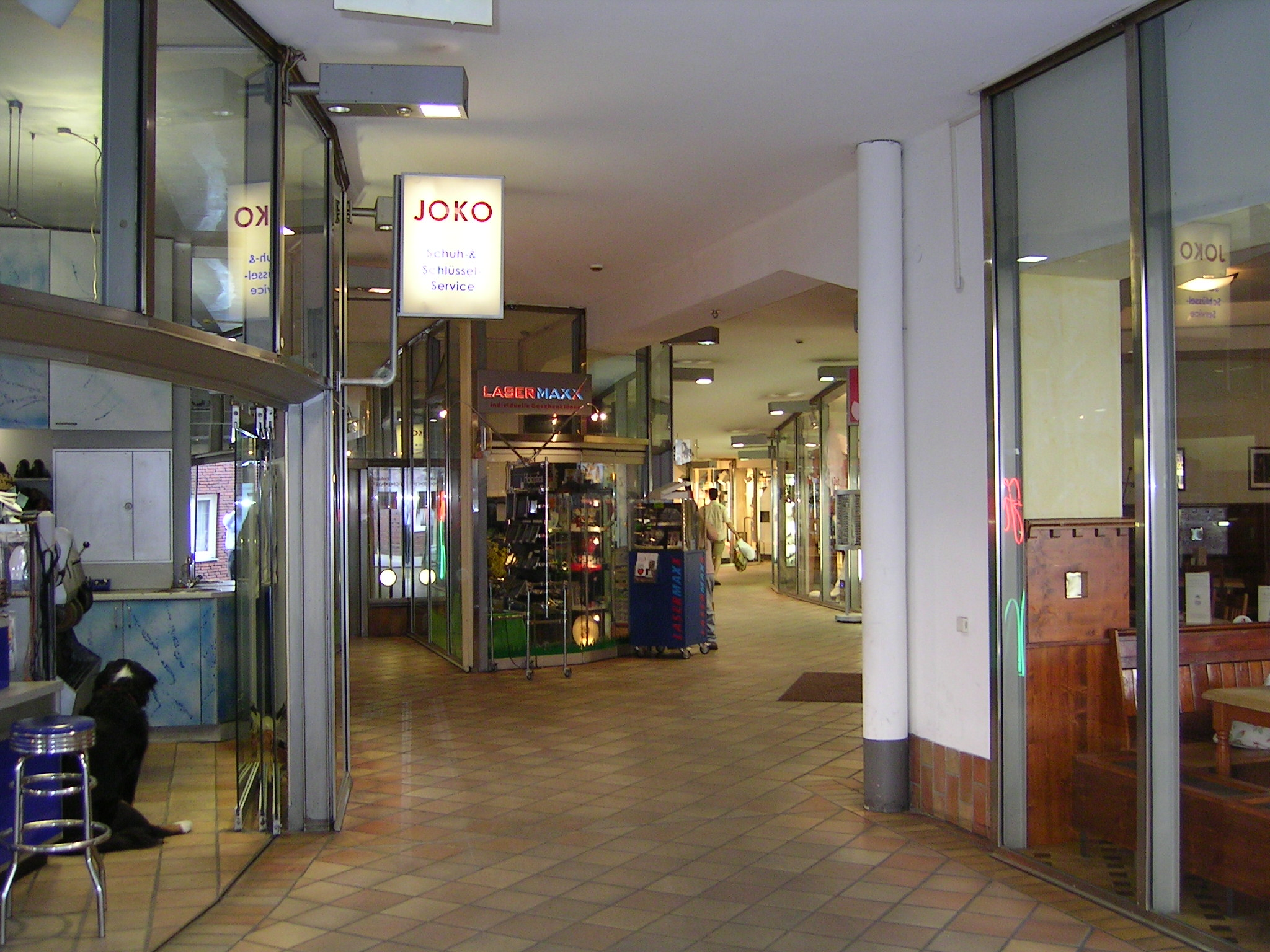
Läden

Der Name erinnert an das St.-Katharinen-Kloster. Katharina von Alexandrien aus dem 3. und frühen 4. Jahrhundert ist eine der bekanntesten Heiligen. Sie wird in der katholischen und der orthodoxen Kirche als Märtyrerin verehrt.
Das Kloster der Dominikaner in Bremen von 1225 bis 1528 ist als Gebäude nur in geringen Teilen erhalten: Einige gotische Gewölbe des Kreuzgangs und des Refektoriums wurden 1974 von der von Carsten Schröck geplanten achtgeschossigen Katharinen-Hochgarage überbaut und gastronomisch genutzt. Auf dem Fußboden der Passage nahe beim Eingang Sögestraße ist der Klostergrundriss dargestellt.
1967 wurde am Standort des ehemaligen Varietégebäudes Astoria in der Katharinenstraße das Alt-Bremer Brauhaus mit einem Remmerkeller eingerichtet und von der Brauerei Beck bis 1992 betrieben.
1984 baute die BrePark den Erdgeschossbereich unterhalb des Parkhauses als Passage nach Plänen von Horst Rosengart um für Fachgeschäfte und Restaurants.
Von der Straße Schüsselkorb führen zwei Eingänge in die Passage. Aus den Remmer Bierstuben wurden nach 1992 Einzelhandelsläden und darüber Büros.

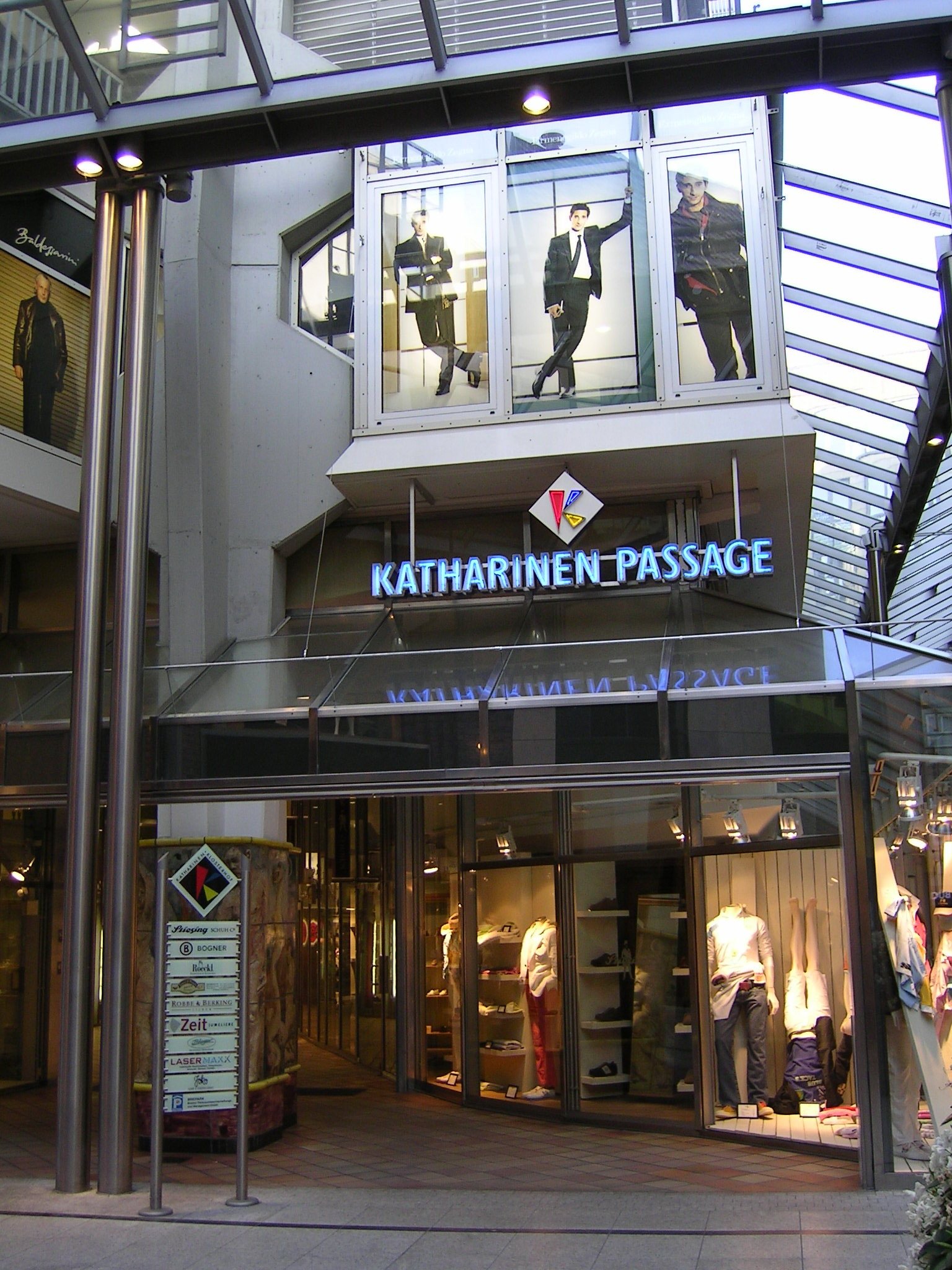
Eingang Katharinenstraße
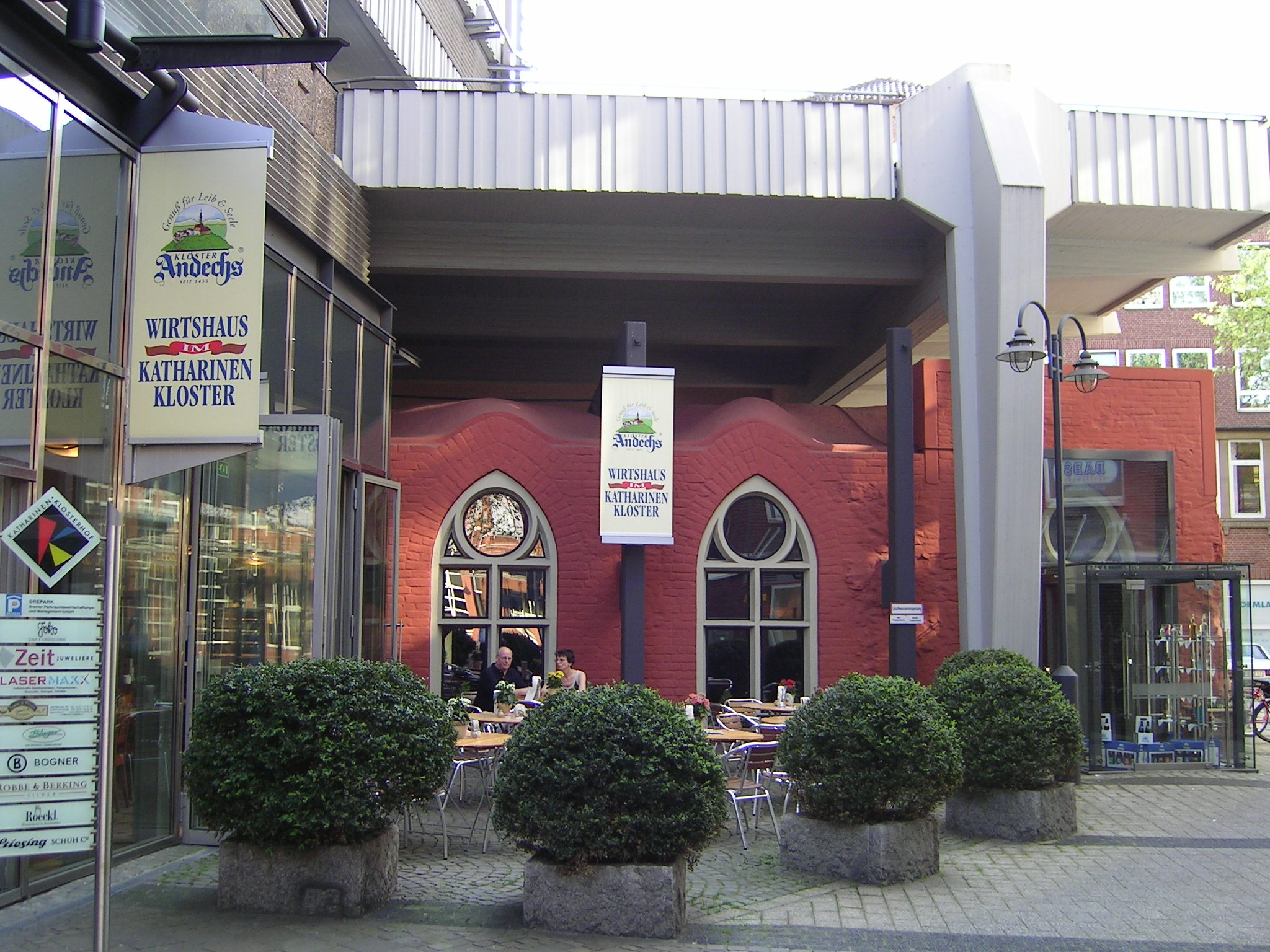
Refektorium und Hochgarage
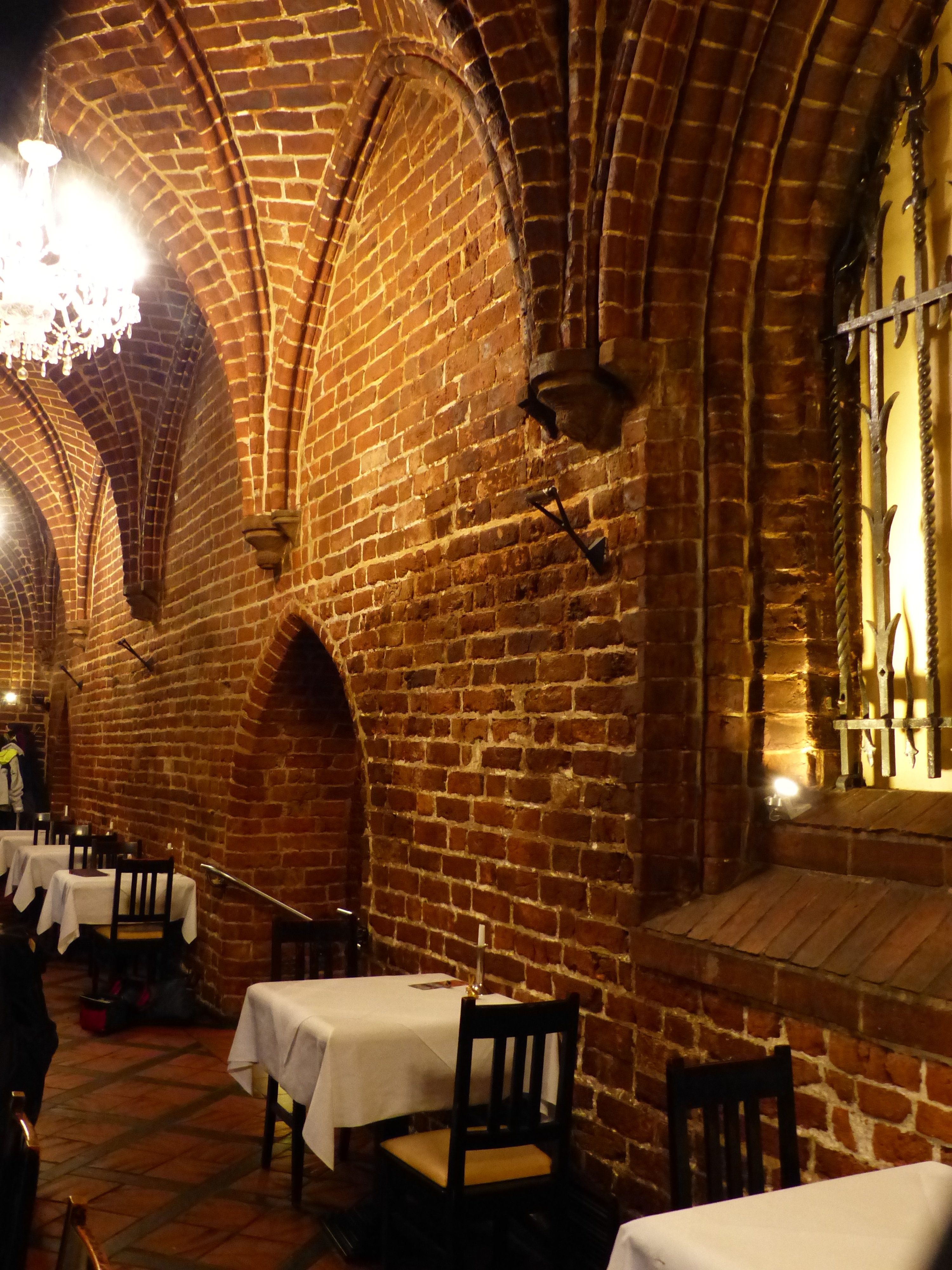
Gäststätte im Refektorium
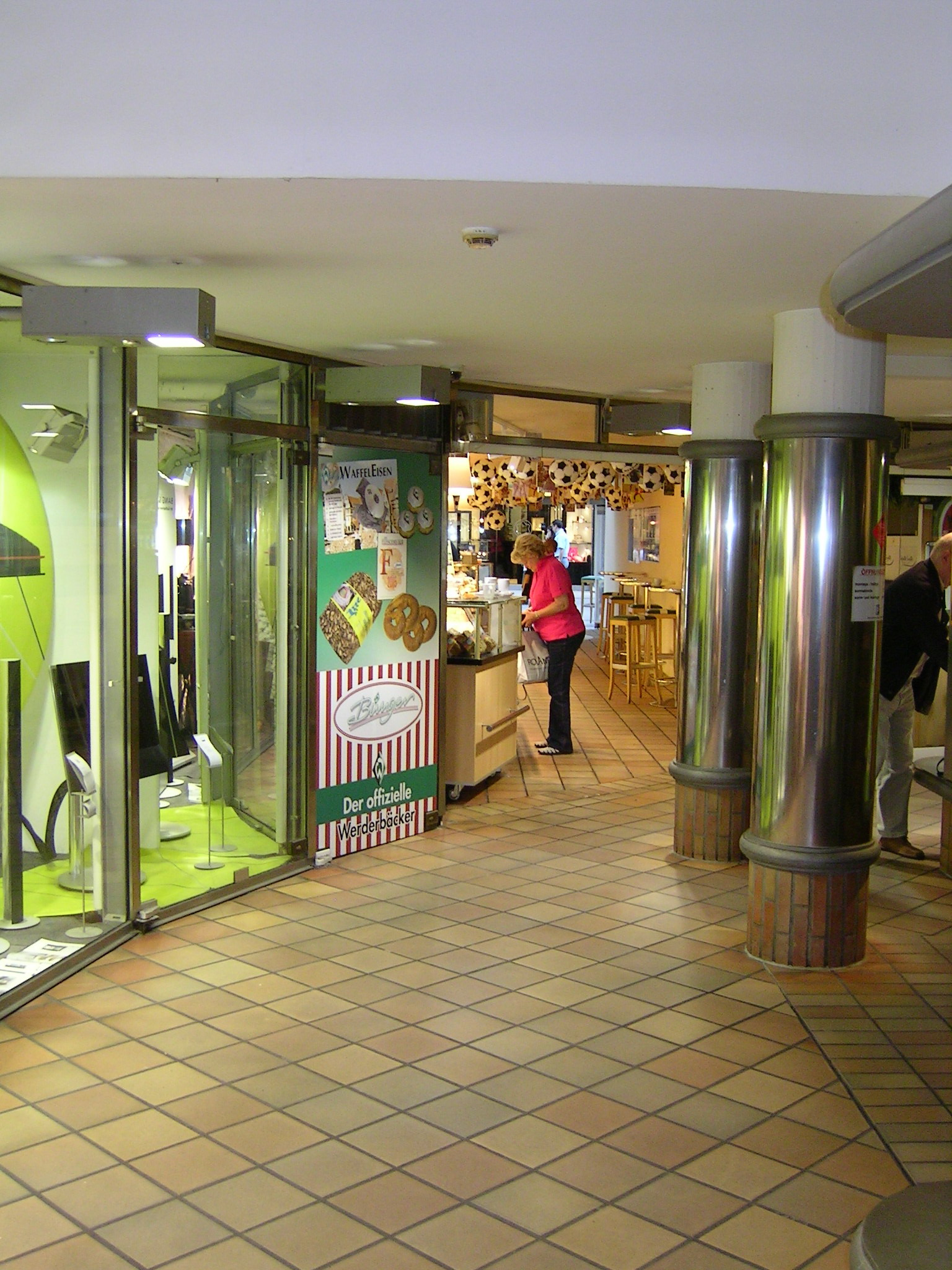
Läden